# Nikolaus Pfanner
Nikolaus Pfanner (Weiler-Simmerberg, 10 de setembro de 1956) é um médico alemão. Recebeu juntamente com Jürgen Soll o Prêmio Gottfried Wilhelm Leibniz de 2004.

## Obras selecionadas
- Zur Rolle des Membranpotentials beim Import mitochondrialer Vorstufenproteine, München, Universitätsdissertation, 1985[1]

## Condecorações
- 2004: Prêmio Gottfried Wilhelm Leibniz
- 2015: Medalha Otto Warburg